# CODAG
CODAG (англ. COmbined Diesel And Gas turbine, букв. комбинирование дизеля и газовой турбины) — комбинированная дизель-газотурбинная корабельная энергетическая установка, в которой дизель и газовая турбина совместно работают на один вал гребного винта. Коробка передач позволяет работать любому из двух двигателей в одиночку или обоим двигателям вместе. Используется только на военных кораблях и судах специального назначения.
Относительно маломощный двигатель в таких энергетических установках предназначен для длительного экономического хода, а турбина (совместно с дизелем) — для кратковременного хода с максимальной скоростью. Необходимость комбинирования дизеля с турбиной связана с меньшей топливной эффективностью турбины, особенно в режиме неполной мощности.
Из-за большого различия в мощности дизеля и турбины система CODAG требует специальной коробки передач с изменяемым передаточным числом. Например, на норвежских фрегатах типа «Фритьоф Нансен» коробка передач дизеля работает с отношением 1:7,7 в режиме экономического хода и 1:5,3 при совместной работе с турбиной. В схемах с двумя дизелями и одной турбиной требуется коробка передач с тремя передаточными отношениями.
Более сложный по сравнению со схемой CODOG передаточный механизм снижает надёжность двигательной установки, однако за счёт применения менее мощной турбины установка CODAG имеет лучшие массогабаритные характеристики. Поскольку в режиме максимальной скорости часть мощности даёт более экономичный дизель, схема CODAG имеет также преимущество по расходу топлива на полном ходу.
Типичная экономическая скорость корабля с двигательной установкой CODAG — около 20 узлов, максимальная — около 30.
Двигательная установка этого типа была впервые применена на германских фрегатах типа «Кёльн».

## Варианты схемы

### Турбины и дизели на отдельных валах
Иногда применяются комбинированные дизель-газотурбинные установки, в которых дизели и турбины работают на разные валы. Формально такая установка является установкой схемы CODAG, однако лишена недостатков, связанных с применением сложной коробки передач.
К недостаткам такой схемы следует отнести:
- Большое количество винтов. При этом винты имеют меньший диаметр и менее эффективны.
- Дополнительное сопротивление движению со стороны неподвижных винтов.

### CODAG WARP
Схема CODAG WARP (англ. CODAG Water jet And Refined Propeller, CODAG с водомётным движителем и улучшенным винтом) предложена компанией Blohm + Voss как один из вариантов двигательной установки для кораблей семейства MEKO. Схема сохраняет преимущества, обеспечиваемые работой дизелей и турбин на разные валы и устраняет её недостатки.
В схеме CODAG WARP два дизеля через коробку передач работают на два винта аналогично схеме CODAD, то есть оба вала приводятся в движение любым из дизелей или двумя вместе. Турбина приводит в движение водомётный движитель, находящийся на осевой линии корабля. Неработающий водомётный движитель не создаёт помех движению, его сопло расположено дальше в корму и не мешает работе винтов.

### CODAG-электрическая установка
В этом варианте оба типа двигателя работают на отдельные электрические генераторы и приводят в движение валы при помощи электродвигателей аналогично дизель-электрической установке. Такой тип двигательной установки используется на лайнере «Куин Мэри 2». Он позволяет располагать электродвигатели и винты в выносных гондолах за пределами корпуса, упрощая конструкцию трансмиссии, а турбины не в машинном отделении, а непосредственно под дымовыми трубами.

## Установки на кораблях
- Германия — Фрегаты типа «Кёльн»
- Германия — Фрегаты типа «Заксен»
- Норвегия — Фрегаты типа «Фритьоф Нансен»
- ЮАР — Фрегаты типа «Валур»[англ.]
- Аргентина — Эскадренные миноносцы типа «Альмиранте Браун»
- Дания — Патрульные катера типа «Флювефискен»
- Россия — Фрегаты проекта 22350 типа «Адмирал Горшков»